# Episodi di Soy Luna (prima stagione)
La prima stagione di Soy Luna, in America Latina, è stata divisa in due parti da 40 episodi, la prima è andata in prima TV dal 14 marzo 2016 al 6 maggio 2016, la seconda dal 4 luglio 2016 al 26 agosto 2016. Invece, in Italia, è stata divisa in tre parti, la prima da 40 episodi è andata in onda dal 9 maggio 2016 al 1º luglio 2016, la seconda da 20 episodi è andata in onda dal 10 ottobre 2016 al 4 novembre 2016 e infine la terza da altri 20 episodi è andata in onda dal 9 gennaio 2017 al 3 febbraio 2017.
| n°                          | Titolo originale                                        | Titolo italiano           | Prima TV America Latina | Prima TV Italia  | Prima TV Rai Gulp |
| --------------------------- | ------------------------------------------------------- | ------------------------- | ----------------------- | ---------------- | ----------------- |
| Prima parte: Soy Luna       |                                                         |                           |                         |                  |                   |
| 1                           | Un sueño, sobre ruedas                                  | I nuovi proprietari       | 14 marzo 2016           | 9 maggio 2016    | 28 novembre 2016  |
| 2                           | Una nueva historia, sobre rueda                         | Una nuova vita            | 15 marzo 2016           | 10 maggio 2016   | 29 novembre 2016  |
| 3                           | Nuevas aventuras, sobre ruedas                          | Una telefonata misteriosa | 16 marzo 2016           | 11 maggio 2016   | 30 novembre 2016  |
| 4                           | Un secreto, sobre ruedas                                | Assistente di pista       | 17 marzo 2016           | 12 maggio 2016   | 1º dicembre 2016  |
| 5                           | Un amor, sobre ruedas                                   | Una bella sorpresa        | 18 marzo 2016           | 13 maggio 2016   | 2 dicembre 2016   |
| 6                           | Una oportunidad, sobre ruedas                           | Ricatto                   | 21 marzo 2016           | 16 maggio 2016   | 3 dicembre 2016   |
| 7                           | Una verdad al descubierto, sobre ruedas                 | Piccole bugie             | 22 marzo 2016           | 17 maggio 2016   | 4 dicembre 2016   |
| 8                           | Una decisión, sobre ruedas                              | Iscrizioni alla gara      | 23 marzo 2016           | 18 maggio 2016   | 5 dicembre 2016   |
| 9                           | Un descubrimiento, sobre ruedas                         | Prove di pattinaggio      | 24 marzo 2016           | 19 maggio 2016   | 6 dicembre 2016   |
| 10                          | Una rival, sobre ruedas                                 | Prove da superare         | 25 marzo 2016           | 20 maggio 2016   | 7 dicembre 2016   |
| 11                          | Una competencia, sobre ruedas                           | Prima gara                | 28 marzo 2016           | 23 maggio 2016   | 8 dicembre 2016   |
| 12                          | Un misterio, sobre ruedas                               | Felicity For Now          | 29 marzo 2016           | 24 maggio 2016   | 9 dicembre 2016   |
| 13                          | Un celoso, sobre ruedas                                 | La vendetta di Ambar      | 30 marzo 2016           | 25 maggio 2016   | 10 dicembre 2016  |
| 14                          | Un "casi" beso, sobre ruedas                            | L'esame di recupero       | 31 marzo 2016           | 26 maggio 2016   | 11 dicembre 2016  |
| 15                          | Una duda, sobre ruedas                                  | La strategia di Ambar     | 1º aprile 2016          | 27 maggio 2016   | 12 dicembre 2016  |
| 16                          | Una mala nota, sobre ruedas                             | Bye bye roller            | 4 aprile 2016           | 30 maggio 2016   | 13 dicembre 2016  |
| 17                          | Un intercambio de pruebas, sobre ruedas                 | Pensieri e parole         | 5 aprile 2016           | 31 maggio 2016   | 14 dicembre 2016  |
| 18                          | Una canción con Matteo, sobre ruedas                    | Situazioni imbarazzanti   | 6 aprile 2016           | 1º giugno 2016   | 15 dicembre 2016  |
| 19                          | Un casi beso con... ¿Simón?, sobre ruedas               | Una corda per volare      | 7 aprile 2016           | 2 giugno 2016    | 16 dicembre 2016  |
| 20                          | Un descubrimiento de Luna, sobre ruedas                 | Quando si osa             | 8 aprile 2016           | 3 giugno 2016    | 17 dicembre 2016  |
| 21                          | Una medallita, un secreto, sobre ruedas                 | Segui il tuo cuore        | 11 aprile 2016          | 10 ottobre 2016  | 18 dicembre 2016  |
| 22                          | Un amor no correspondido, sobre ruedas                  | Amori impossibili         | 12 aprile 2016          | 11 ottobre 2016  | 19 dicembre 2016  |
| 23                          | Un amor por RollerTrack, sobre ruedas                   | Invisibili per amoe       | 13 aprile 2016          | 12 ottobre 2016  | 20 dicembre 2016  |
| 24                          | Una decisión ¿la competencia ó Simón?, sobre ruedas     | Il ricatto di Ambar       | 14 aprile 2016          | 13 ottobre 2016  | 21 dicembre 2016  |
| 25                          | Una FelicityForNow mentirosa, sobre ruedas              | Chi è Felicity?           | 15 aprile 2016          | 14 ottobre 2016  | 22 dicembre 2016  |
| 26                          | Canciones y confusiones en el Open Music, sobre ruedas  | Sfida canora              | 18 aprile 2016          | 17 ottobre 2016  | 23 dicembre 2016  |
| 27                          | Un nuevo hogar para Simón, sobre ruedas                 | Un nuovo video per Ambar  | 19 aprile 2016          | 18 ottobre 2016  | 24 dicembre 2016  |
| 28                          | ¿No se dio cuenta de qué te amo?, sobre ruedas          | La presentazione          | 20 aprile 2016          | 19 ottobre 2016  | 25 dicembre 2016  |
| 29                          | Una confusión de sentimientos, sobre ruedas             | Conoscere la verità       | 21 aprile 2016          | 20 ottobre 2016  | 26 dicembre 2016  |
| 30                          | Segunda fase de la competencia, sobre ruedas            | La semifinale             | 22 aprile 2016          | 21 ottobre 2016  | 27 dicembre 2016  |
| 31                          | Y la competencia continúa..., sobre ruedas              | Si va in finale           | 25 aprile 2016          | 24 ottobre 2016  | 28 dicembre 2016  |
| 32                          | Un celoso por Romeo y Julieta, sobre ruedas             | Il sogno si avvera        | 26 aprile 2016          | 25 ottobre 2016  | 29 dicembre 2016  |
| 33                          | Una documentación perdida, sobre ruedas                 | Documenti smarriti        | 27 aprile 2016          | 26 ottobre 2016  | 30 dicembre 2016  |
| 34                          | Un viaje, sobre ruedas                                  | La fontana dei desideri   | 28 aprile 2016          | 27 ottobre 2016  | 31 dicembre 2016  |
| 35                          | ¡La pista de mi sueño con Matteo! sobre ruedas          | La finale si avvicina     | 29 aprile 2016          | 28 ottobre 2016  | 1º gennaio 2017   |
| 36                          | Una confusión de parejas, sobre ruedas                  | Equivoci di cuore         | 2 maggio 2016           | 31 ottobre 2016  | 2 gennaio 2017    |
| 37                          | El final de una relación, sobre ruedas                  | Gelosie                   | 3 maggio 2016           | 1º novembre 2016 | 3 gennaio 2017    |
| 38                          | ¿Qué sientes por mi?, sobre ruedas                      | Una conchiglia per Luna   | 4 maggio 2016           | 2 novembre 2016  | 4 gennaio 2017    |
| 39                          | Un doble cambio en la final, sobre ruedas               | Nuovi amori               | 5 maggio 2016           | 3 novembre 2016  | 5 gennaio 2017    |
| 40                          | Un beso, sobre ruedas                                   | Gara finale               | 6 maggio 2016           | 4 novembre 2016  | 6 gennaio 2017    |
| Seconda parte: Música en ti |                                                         |                           |                         |                  |                   |
| 41                          | Sentimientos, sobre ruedas                              | Bacio della discordia     | 4 luglio 2016           | 7 novembre 2016  | 7 gennaio 2017    |
| 42                          | Una decisión muy apresurada, sobre ruedas               | Tra due fuochi            | 5 luglio 2016           | 8 novembre 2016  | 8 gennaio 2017    |
| 43                          | Un secreto que guardar, sobre ruedas                    | Una festa a sorpresa      | 6 luglio 2016           | 9 novembre 2016  | 9 gennaio 2017    |
| 44                          | Una sorpresa, sobre ruedas                              | Il cigno di cristallo     | 7 luglio 2016           | 10 novembre 2016 | 10 gennaio 2017   |
| 45                          | Un Open Music random, sobre ruedas                      | Il random Open            | 8 luglio 2016           | 11 novembre 2016 | 11 gennaio 2017   |
| 46                          | ¿Un amor o una amistad?, sobre ruedas                   | La scelta di Simon        | 11 luglio 2016          | 14 novembre 2016 | 12 gennaio 2017   |
| 47                          | Un malentendido, sobre ruedas                           | Rapporti confidenziali    | 12 luglio 2016          | 15 novembre 2016 | 13 gennaio 2017   |
| 48                          | Un despido, sobre ruedas                                | Accusa di furto           | 13 luglio 2016          | 17 novembre 2016 | 14 gennaio 2017   |
| 49                          | Celos por Simón, sobre ruedas                           | Spirito di gruppo         | 14 luglio 2016          | 18 novembre 2016 | 15 gennaio 2017   |
| 50                          | Encuentros, sobre ruedas                                | Problema di squadra       | 15 luglio 2016          | 19 novembre 2016 | 16 gennaio 2017   |
| 51                          | ¡Se besaban!, sobre ruedas                              | Fuori dalla gara          | 18 luglio 2016          | 21 novembre 2016 | 17 gennaio 2017   |
| 52                          | Nuevos amores, sobre ruedas                             | Il gioco di Daniela       | 19 luglio 2016          | 22 novembre 2016 | 18 gennaio 2017   |
| 53                          | Un pendrive perdido, sobre ruedas                       | La penna USB              | 20 luglio 2016          | 23 novembre 2016 | 19 gennaio 2017   |
| 54                          | Un plan, sobre ruedas                                   | Amicizia in pericolo      | 21 luglio 2016          | 24 novembre 2016 | 20 gennaio 2017   |
| 55                          | Lo que siento, sobre ruedas                             | Le bugie di Daniela       | 22 luglio 2016          | 25 novembre 2016 | 21 gennaio 2017   |
| 56                          | ¿Matteo o Simón?, sobre ruedas                          | Ti dedico una canzone     | 25 luglio 2016          | 28 novembre 2016 | 22 gennaio 2017   |
| 57                          | Una verdad casi revelada, sobre ruedas                  | Ambar si ribella          | 26 luglio 2016          | 29 novembre 2016 | 23 gennaio 2017   |
| 58                          | Una mentira, sobre ruedas                               | Strane lezioni            | 27 luglio 2016          | 30 novembre 2016 | 24 gennaio 2017   |
| 59                          | Un "juego" de amor, sobre ruedas                        | Incontri e scontri        | 28 luglio 2016          | 1º dicembre 2016 | 25 gennaio 2017   |
| 60                          | Confusión en la competencia, sobre ruedas               | Un sostituto per Nina     | 29 luglio 2016          | 2 dicembre 2016  | 26 gennaio 2017   |
| 61                          | Un nuevo amor, sobre ruedas                             | Il Sole e la Luna         | 1º agosto 2016          | 9 gennaio 2017   | 7 maggio 2017     |
| 62                          | Novios, sobre ruedas                                    | Finalmente insieme        | 2 agosto 2016           | 10 gennaio 2017  | 8 maggio 2017     |
| 63                          | Confusiones en la mansión, sobre ruedas                 | La selezione              | 3 agosto 2016           | 11 gennaio 2017  | 9 maggio 2017     |
| 64                          | ¿Quién es FelicityForNow?, sobre ruedas                 | Un'amica sincera          | 4 agosto 2016           | 12 gennaio 2017  | 10 maggio 2017    |
| 65                          | Open Music: chicos vs chicas, sobre ruedas              | Tutti pazzi per Felicity  | 5 agosto 2016           | 13 gennaio 2017  | 11 maggio 2017    |
| 66                          | Una propuesta, sobre ruedas                             | Il segreto di Nina        | 8 agosto 2016           | 16 gennaio 2017  | 12 maggio 2017    |
| 67                          | ¿Qué siento por Matteo?, sobre ruedas                   | Dilemmi cruciali          | 9 agosto 2016           | 17 gennaio 2017  | 13 maggio 2017    |
| 68                          | Una nueva formación del equipo, sobre ruedas            | L'anello di Felicity      | 10 agosto 2016          | 18 gennaio 2017  | 14 maggio 2017    |
| 69                          | ¿Un novio o un amigo?, sobre ruedas                     | Il segreto di Mariano     | 11 agosto 2016          | 19 gennaio 2017  | 15 maggio 2017    |
| 70                          | ¿Surge el amor?, sobre ruedas                           | Misteri e inganni         | 12 agosto 2016          | 20 gennaio 2017  | 16 maggio 2017    |
| 71                          | Una visita especial, sobre ruedas                       | La mappa del tesoro       | 15 agosto 2016          | 23 gennaio 2017  | 17 maggio 2017    |
| 72                          | Un trabajo perdido, sobre ruedas                        | Le cose cambiano          | 16 agosto 2016          | 24 gennaio 2017  | 18 maggio 2017    |
| 73                          | Una fiesta de cumpleaños, sobre ruedas                  | Nuove coppie              | 17 agosto 2016          | 25 gennaio 2017  | 19 maggio 2017    |
| 74                          | Miedo de enamorarse, sobre ruedas                       | Ascolta il tuo cuore      | 18 agosto 2016          | 26 gennaio 2017  | 20 maggio 2017    |
| 75                          | Un Open Music de revelaciones, sobre ruedas             | L'Open Music              | 19 agosto 2016          | 27 gennaio 2017  | 21 maggio 2017    |
| 76                          | Yo soy FelicityForNow, sobre ruedas                     | Vincere o perdere         | 22 agosto 2016          | 30 gennaio 2017  | 22 maggio 2017    |
| 77                          | Una verdad que puede cambiarlo todo, sobre ruedas       | Amici speciali            | 23 agosto 2016          | 31 gennaio 2017  | 23 maggio 2017    |
| 78                          | Una decisión amorosa, sobre ruedas                      | L'unione fa la forza      | 24 agosto 2016          | 1º febbraio 2017 | 24 maggio 2017    |
| 79                          | La final de la InterContinental, sobre ruedas (Parte 1) | Il grande giorno          | 25 agosto 2016          | 2 febbraio 2017  | 25 maggio 2017    |
| 80                          | La final de la InterContinental, sobre ruedas (Parte 2) | Bye Chica Delivery        | 26 agosto 2016          | 3 febbraio 2017  | 26 maggio 2017    |